# Залізничне (Болградський район)
Залізни́чне — село Болградської міської громади Болградського району Одеської області в Україні. 

## Географії
Село розташоване на висоті 84 метрів, у північно-західній частині Болградського району . Населення становить 3487 осіб. Відстань до райцентру становить 10 км і проходить автошляхом Т 1608.
Неподалік від села розташований пункт пропуску через молдовсько-український кордон Залізничне—Кайраклія.

## Історія
Засноване у 1861 році під назвою Болга́рійка, із 14 листопада 1945 року має сучасну назву.
В результаті Договору в Парижі в 1856 році, що завершив Кримську Війну (1853—1856), до Росії, у тому числі Молдови, відійшли землі на південному заході Бессарабії (відомі під назвами Кагул, Болград та Ізмаїл).
Після Об'єднання Бессарабії з Румунією 27 березня 1918 року, село Болга́рійка входила до складу Румунії.
Більшість населення складалося з болгар, а також маленьких громад гагаузів, румунів і росіян. За переписом 1930 року, було встановлено, що з 2.404 жителів села, 2.119 були болгарами (91.10 %), 134 гагаузами (5.57 %), 69 румунами (2.87 %), 64 росіянами (2.66 %), 7 євреями, 6 греками, 3 українцями і 3 євреями.
В результаті Пакту Ріббентропа-Молотова (1939), території Бессарабії, Північної Буковини і Краю Герца були приєднані до СРСР 28 червня 1940 року. Після того, як Бессарабія була приєднана до СРСР, Сталін розчленував її на три частини. Так, 2 серпня 1940 року була створена Молдавська РСР, а в південних частинах (румунських округах Аккерман і Ізмаїл) та північній (повіт Хотин) Бессарабії, а також північна Буковина і Край Герца були приєднані до Української РСР.
В період 1941—1944 рр., всі території, приєднані раніше до СРСР входять до складу Румунії. Потім, три території були повернуті в СРСР у 1944 році і включені до складу Української РСР, згідно територіального устрою, зробленого Сталіним після приєднання 1940 року, коли Бессарабія була розділена на три частини.
14 листопада 1945 року Указом Президії ВР УРСР «Про збереження історичних найменувань та уточнення і впорядкування існуючих назв сільрад і населених пунктів Ізмаїльської області»: село Болга́рійка перейменовано в Залізничне. 
У 1954 році було скасовано Ізмаїльську область, а населені пункти були включені в Одеську область.
Починаючи з 1991 року, селище Болга́рійка (Залізничне) є частиною Болградського району Одеської області в рамках незалежної України. В даний час село має 3.487 осіб (2001 рік), в основному болгари.
12 червня 2020 року, відповідно до Розпорядження Кабінету Міністрів України від № 724-р «Про визначення адміністративних центрів та затвердження територій територіальних громад Одеської області», увійшло до складу Болградської міської територіальної громади.
19 липня 2020 року, в результаті адміністративно-територіальної реформи і ліквідації Болградського (1940  – 2020) району, село увійшло до складу новоутвореного Болградського району.
У липні 2020 року пам'ятник Леніну, який був одним з останніх на території України, переробили на пам'ятник болгарському переселенцю.

## Символіка

### Герб
Щит підвищено перетятий золотою зубчастою угорі балкою на лазурову і зелену частини. У другій частині сходить золоте сонце, супроводжуване справа угорі срібним гроном винограду з листям, зліва – срібною баранячою головою. Щит вписаний у декоративний картуш і увінчаний золотою сільською короною.

### Прапор
Квадратне полотнище поділене вертикально на три рівновеликі смуги – синю, жовту, зелену. В центрі жовтої смуги малий герб села.

## Населення
Згідно з переписом 1989 року населення села, яке тоді входило до складу Табаківської сільської ради, становило 2472 особи, з яких 1181 чоловік та 1291 жінка.
За переписом населення 2001 року в селі мешкали 3472 особи.

### Мова
Розподіл населення за рідною мовою за даними перепису 2001 року:
| Мова              | Відсоток |
| ----------------- | -------- |
| болгарська        | 76,46 %  |
| російська         | 12,07 %  |
| гагаузька         | 4,65 %   |
| українська        | 3,47 %   |
| молдовська        | 2,06 %   |
| циганська         | 0,66 %   |
| білоруська        | 0,14 %   |
| кримськотатарська | 0,03 %   |
| німецька          | 0,03 %   |
| румунська         | 0,03 %   |

## Відомі мешканці
- Буряченко Володимир (1888—1930) — книговидавець, громадський діяч.
- Дунєв Руслан Миколайович (1977—2022) — старший сержант Збройних Сил України, учасник російсько-української війни